# Chino Pacas
Cristian Humberto Ávila Vega (Apaseo el Alto, Guanajuato; 18 de octubre de 2006), conocido como Chino Pacas, es un cantante y compositor de música regional mexicana especializado en el subgénero del sierreño urbano. 
Su fama internacional comenzó en 2023 cuando firmó con la compañía discográfica Street Mob y lanzó su canción «El gordo trae el mando», sencillo que debutó en la lista Billboard Hot 100 ingresando en la posición número 84, marcando la primera entrada del artista a la lista y figurando como el mexicano más joven en lograrlo con tan solo 16 años de edad. A pesar de su corta carrera es ya considerado como uno de los artistas que están modernizando a su género, logrando que este género sea escuchado y consumido por generaciones más jóvenes.

## Biografía

### Primeros años e inicios en la música
Ávila nació en la ciudad de Apaseo el Alto, Guanajuato, México. A los 10 años él tocaba guitarra en la rondalla de su escuela pero no cantaba ya que era tímido, actividad que sí realizaba pero en el coro de la iglesia a la que asistía. A los 12 años se mudó junto con su madre y hermano mayor —Diego Vega, conocido como Turo Pacas— a Tampa, Florida, Estados Unidos, llegando a trabajar en la construcción sin continuar con sus estudios. A los 14 años comenzó a componer música propia mirando en eso una oportunidad para adentrarse a la industria de los corridos, inspirándose en el estilo y carrera del cantante mexicano Natanael Cano. Ávila escribió la canción «El gordo trae el mando» y a finales de 2022, la subió de forma independiente a la plataforma de videos cortos TikTok, popularizándose entre usuarios de Latinoamérica y Estados Unidos.

### 2023-presente: éxito actual
A inicios de 2023, Jesús Ortiz Paz —vocalista del grupo Fuerza Regida y fundador de Street Mob Records— lo contactó a través de Instagram para firmarlo para su compañía, a lo que Ávila aceptó inmediatamente. El 27 de enero de 2023, se publicó «El gordo trae el mando» como sencillo oficial también bajo el sello de Rancho Humilde, aumentando así su viralidad en redes tanto en TikTok como en YouTube, logrando alrededor de 1'300.000 vistas por día durante las primeras semanas lo que hizo que también se popularizara en la plataforma de Apple Music y otros servicios de streaming.
El 22 de febrero de 2023, lanzó junto al grupo Calle 24 la canción «Negro como la pantera», y el 14 de marzo del mismo año estrenó el sencillo «Dijeron que no la iba lograr» en colaboración con Fuerza Regida. En marzo de 2023, la revista Billboard lo nombró como uno de los próximos influyentes más importantes de la música regional actual en Estados Unidos, junto a Grupo Frontera, Natanael Cano y Peso Pluma. Ese mismo mes se colocó como el quinto artista con más tendencia en la radio estadounidense según Pandora Charts, siendo el único artista mexicano en el top 10.
En junio, publicó su sencillo y video «Yo preferí chambear», esto después de haber cantado en varias ocasiones y mostrado a sus aficionados fragmentos de la canción en internet. El videoclip lo grabó en una mansión en la zona urbana de Los Ángeles, en el que recrea un «día a día» y cuenta su historia a través de la canción gozando de una fiesta.El medio Los Angeles Times destacó la canción como uno de los mejor estrenos del mes, y lo colocó como «el artista revelación del año.»Ese mismo mes, participó en la canción «En corto», del undécimo álbum de estudio de Natanael Cano Nata Montana. Un mes después promocionó el sencillo «Gorra L.A.», después de haber estado como artista invitado de Fuerza Regida en el Otra Peda Tour en algunas funciones en Estados Unidos, el sitio Notistarz publicó: "(«Gorra L.A.») promete ser un enérgico himno para el verano..." destacando también que: "El sonido único de este artista emergente demuestra por qué es considerado una de las voces más prometedoras de la música mexicana hoy en día."
En agosto, participó en el exitoso «Qué onda» junto a Calle 24 y Fuerza Regida, canción que le dio su tercera entrada a la lista Billboard Hot 100.A finales del mismo mes lanzó la canción «Que sigan llegando las pacas» junto a un video musical grabado en Los Ángeles en donde se aprecian imágenes de un concierto del cantante canadiense Drake, el periódico El Debate publicó: "[la canción] ofrece una potente combinación de autenticidad y bravuconería".El medio ContraRéplica la calificó como "un tema ardiente con su peculiar estilo urbano".
En septiembre, recibió la nominación a Artista del Año — Debut en los premios Billboard de la Música Latina, al lado de artistas como Bizarrap, Yng Lvcas, Grupo Frontera y Peso Pluma, siendo esta la primera nominación de su carrera. A mediados octubre lanzó su siguiente sencillo «Como Pancho Villa», con el que siguió mezclando sonidos de guitarras y bajos con el sonido tradicional del corrido, el sitio web East Portland destacó su voz grave «única» en la canción y su cadencia vocal.A finales del mes, participó en la canción «Plvo blnco» del octavo álbum de estudio de Fuerza Regida Pa las baby's y belikeada.

## Arresto
El 16 de julio de 2023, después de una presentación como invitado especial en un concierto de la banda Fuerza Regida, Ávila fue detenido por la policía de Los Ángeles por presunta posesión de armas de fuego. En el lugar también se detuvo a Diego Millán —vocalista de Calle 24—, Jesús Ortiz Paz y al mánager de este último. Horas después, fueron puestos en libertad a excepción del mánager ya que el arma era de su propiedad y tenía una orden de arresto previa.

## Discografía

### Sencillos como artista principal
| Título                                             | Año  | Posiciones en listas | Posiciones en listas | Posiciones en listas | Posiciones en listas | Álbum              |
| Título                                             | Año  | E.U.                 | E.U. Latin           | E.U. Latin Digital   | MEX                  | Álbum              |
| -------------------------------------------------- | ---- | -------------------- | -------------------- | -------------------- | -------------------- | ------------------ |
| «El gordo trae el mando»                           | 2023 | 84                   | 13                   | 17                   | 7                    | Sencillo sin álbum |
| «Negro como la pantera» (con Calle 24)             | 2023 | —                    | —                    | —                    | —                    | Sencillo sin álbum |
| «Dijeron que no la iba lograr» (con Fuerza Regida) | 2023 | —                    | 17                   | 18                   | 16                   | Sencillo sin álbum |
| «Los verdes»                                       | 2023 | —                    | —                    | —                    | —                    | Sencillo sin álbum |
| «Yo preferí chambear»                              | 2023 | —                    | —                    | —                    | —                    | Sencillo sin álbum |
| «Gorra L.A.»                                       | 2023 | —                    | —                    | —                    | —                    | Sencillo sin álbum |
| «Que sigan llegando las pacas»                     | 2023 | —                    | —                    | —                    | —                    | Sencillo sin álbum |
| «Como Pancho Villa»                                | 2023 | —                    | —                    | —                    | —                    | Sencillo sin álbum |

### Como artista invitado
| Año  | Título                                   | Álbum              |
| ---- | ---------------------------------------- | ------------------ |
| 2023 | «Qué onda» (de Calle 24 y Fuerza Regida) | Sencillo sin álbum |

### Otras apariciones
| Año  | Título                          | Álbum                     |
| ---- | ------------------------------- | ------------------------- |
| 2023 | «En Corto» (de Natanael Cano)   | Nata Montana              |
| 2023 | «PLVO BLNCO» (de Fuerza Regida) | Pa las baby's y belikeada |